# اندامبی
اندامبی (انگلیسی: N'dambi؛ زادهٔ ۱۹۷۰) یک موسیقی‌دان اهل ایالات متحده آمریکا است.